# 承聖
承聖（しょうせい）は、南北朝時代の南朝梁において元帝蕭繹の治世に使用された元号。552年 - 555年。

## 出来事
- 元年11月：大宝3年（元帝は簡文帝および侯景の紀年を認めず、これまで太清6年を称していた）より改元。
- 3年11月：西魏軍が江陵を陥落させた。
- 3年12月：元帝が殺害された。
- 4年5月：蕭淵明が天成と改元した。
- 4年7月：王僧弁が蕭淵明を建康に受け入れ、天成改元を認めた。

## 西暦・干支との対照表
| 承聖 | 元年  | 2年   | 3年   | 4年   |
| 西暦 | 552年 | 553年 | 554年 | 555年 |
| 干支 | 壬申  | 癸酉  | 甲戌  | 乙亥  |